# Демчог, Вадим Викторович
Вади́м Ви́кторович Демчо́г (при рождении — Меньши́х; род. 13 марта 1963, Нарва) — советский и российский актёр театра, кино и телевидения,  сценарист, педагог и писатель, создатель авторских проектов на радио, телевидении, в интернете и в театре. Известность заслужил как ведущий «Фрэнки-шоу» на радио «Серебряный дождь» и как исполнитель роли Ивана Натановича Купитмана в телесериале «Интерны». Автор более трёх сотен сценариев (часть в соавторстве). Автор психологически-эзотерических игр, в том числе концепции «Самоосвобождающейся игры», объединяющей теорию и практику мирового театра с трансперсональной психологией. Руководитель театрального проектома «Арлекиниада». Голос персонажа анимационного веб-сериала «Mr. Freeman».

## Биография
Родился 13 марта 1963 года в эстонском городе Нарве. Когда Вадиму было три месяца, мать, повар по профессии, ушла от его отца. Всего у неё было шесть официальных браков. По словам Вадима Демчога, театральный псевдоним Демчог он взял в 26—28 лет — по одному из имён идама Чакрасамвара (Кхорло Демчог Гюд) и оказалось, что он совпал с девичьей фамилией матери.
С четырёх лет играл в кукольном театре местного Дворца пионеров. Затем пришёл в Народный театр под руководством Юрия Михалёва (ныне театр «Ilmarine»). В школе получал сплошные «двойки» и получил свидетельство о неполном среднем образовании. В 1984 году окончил ЛГИТМиК, курс профессора Зиновия Корогодского.
С января 1987 года экспериментировал в разных театральных командах, много путешествовал, встречался с представителями разных экспериментальных направлений, посещал театральные семинары и конференции, участвовал в международных фестивалях, с 2001 года активно преподаёт. Работал в Небольшом драматическом театре Санкт-Петербурга, и в Московском ТЮЗе. С 1992 года работал на радио — сначала на «Европе+» в Петербурге, а с 2003 года на «Серебряном дожде».
Регулярно появляется в кино. Снимался в телесериале «Интерны». В 2010 году закончил работу над проектом «Величайшее шоу на Земле» по заказу канала «Культура».
Актёр и режиссёр театра «Арлекиниада».
Озвучивает монологи мультипликационного мистера Фримана. 11 декабря 2011 года Демчог официально заявил о своём непосредственном отношении к проекту — по его словам, он озвучивал главного персонажа во всех выпусках.
Вёл еженедельную мистификацию «Фрэнки-шоу», выходившую на радио «Серебряный дождь» с 2004 года по 30 января 2011 года. Как радиостанция, так и актёр культивировали анонимность ведущего. С помощью разнообразных языковых средств, а также особого тембра голоса, интонации, пауз и средств радиожурналистики (музыка, шумы) получился яркий и запоминающийся образ Сумасшедшего Фрэнки.
Сотрудничает с телеканалом «Культура».
С 2023 года – студент Московского института психоанализа.
С 2024 года — ведущий реалити-шоу «Выживалити: Миссия Альфа» на телеканале «Пятница!».

## Степени и награды
- Призёр фестиваля «Рождественский парад» 2001 года за лучшую мужскую роль — Маню из спектакля «Оркестр»[10].

## Личная жизнь
Отец — Виктор Меньших, пенсионер, в прошлом столяр, проживает в Воронеже.
- Дочь Анастасия (род. 1987) от первого брака.
- Сын Вильям Демчог (род. 24 мая 2005 года[12]) от второго брака. В 2008 году появился в мелодраме «Свой-чужой» в роли Бориса, ребёнка двух с половиной лет, который остался сиротой после пожара. Вместе с отцом снялся в сериале «Интерны». 30 июня 2025 года осужден и приговорён к двум годам лишения свободы за мошенничество в особо крупном размере[13].

## Творчество

### Авторские проекты
- 2004—2011 — «Фрэнки-шоу» — моноспектакли на радио «Серебряный дождь» — 315 выпусков (актёр, автор или соавтор всех сценариев, режиссёр, звукорежиссёр)
- 2009—наст. время — «Mr. Freeman» — мультсериал — 22+10 серий (соавтор сценариев, единственный актёр озвучивания)
- 2011 — «Величайшее шоу на Земле» — игровая историческо-биографическая передача на ТВ «Культура» — 13 выпусков (актёр, автор трёх сценариев)
- 2011—2013 — «Трансляция Оттуда» (аудио-моноспектакли в интернете) — 42 выпуска (актёр, автор или соавтор всех сценариев, режиссёр, звукорежиссёр)
- 2012 — «Арлекиниада» — спектакль на сцене Булгаковского дома в Москве (актёр, режиссёр, автор сценария)
- 2014 — «Закрой глаза и смотри» — спектакль на сцене ЦДЛ (актёр, режиссёр, автор сценария)[14]

С 30 мая 2013 года была возобновлена программа «Фрэнки-шоу», но уже на радио «Маяк» под названием «Трансляция Оттуда».
В 2016 году компанией «Glorium Impression» выпущено бесплатное приложение «Demchog» для платформ Android и Apple; в этом приложении Демчог начитывает книги иностранных психологов, художественные тексты, а также классические тексты восточных религий.
- 2022 — спектакль «#КтоГамлет»

### Дискография
- 2005 — The best from «Фрэнки-шоу» (10 программ 2004 года)
- 2006 — The best from «Фрэнки-шоу» (20 программ 2005 года)
- 2007 — The best from «Фрэнки-шоу» 2006 (30 программ 2006 года)
- 2008 — «За пределами глаз» (лучшее из «Фрэнки-шоу» за 5 лет, мультимедийный диск)
- 2009 — «Сто и одна жизнь сумасшедшего Фрэнки» (платиновая коллекция «Фрэнки-шоу»)
- 2010 — «Мания многоликости» (30 лучших «Фрэнки-шоу» за 2009 год)

### Книги
- Демчог В. Самоосвобождающаяся игра. — М.: АСТ, 2004. — 403 с. — (Тексты трансперсональной психологии). — ISBN 5-17-024615-3.
- Фрэнки. Закрой глаза и смотри: 21 жизнь великого безумца. — М.: Рипол Классик, 2009. — 368 с. — 5000 экз. — ISBN 978-5-386-01622-7.
- Демчог В. В. Играющий в пустоте: Мифология многоликости. — СПб.: Вектор, 2012. — 272 с. — 3000 экз. — ISBN 978-5-9684-1849-4.
- Демчог В. В. Играющий в пустоте: Карнавал безумной мудрости. — СПб.: Вектор, 2012. — 272 с. — 1700 экз. — ISBN 978-5-9684-1984-2.
- Демчог В. В. Играющий в пустоте: Великая печать. — СПб.: Вектор, 2012. — 256 с. — 3000 экз. — ISBN 978-5-9684-1952-1.

### Роли в театре
- 1985 — «Всемогущие» Хамзы Ниязи — Господин
- 2001 — «Оркестр» Ж. Ануя, НДТ (СПб.), реж. Л. Эренбург — Безумец Маню; Безрукий пилот; Первый немец
- 2003 — «Сны изгнания», МТЮЗ, реж. К. Гинкас — Спятивший реббе

### Фильмография
| Год       |     | Название                                                                    | Роль                                                                 |
| --------- | --- | --------------------------------------------------------------------------- | -------------------------------------------------------------------- |
| 2002      | с   | Агентство НЛС 2 (шестая серия)                                              | Гаврик (в титрах — Вадим Денчог)                                     |
| 2003      | с   | Улицы разбитых фонарей 5                                                    | похититель Лаврецкий                                                 |
| 2004—2007 | с   | Виола Тараканова. В мире преступных страстей                                | Слава                                                                |
| 2004      | с   | Сёстры                                                                      | Юлий                                                                 |
| 2004      | с   | Новые приключения Ниро Вульфа и Арчи Гудвина (серия «Слишком много женщин») | Гарри Энтони                                                         |
| 2005      | с   | Аэропорт                                                                    | Михаил Юсупов                                                        |
| 2005      | с   | Моя прекрасная няня (серия «Едем в загс!»)                                  | пиротехник Бабахский                                                 |
| 2005      | с   | Охотники за иконами                                                         | Аркадий                                                              |
| 2005      | ф   | Танцуют все!                                                                | Саша                                                                 |
| 2005      | с   | Фаворит                                                                     | Александр Суворов                                                    |
| 2005      | с   | Студенты                                                                    | Адольф Рувимович Шац, преподаватель математики по кличке Мотя-Гитлер |
| 2006      | с   | Жена Сталина                                                                | Мартемьян Рютин                                                      |
| 2006      | с   | Контора                                                                     | Дима / Павел I                                                       |
| 2006      | с   | Угон (серия «Бриллиантовые «Мерседесы»)                                     | Крюгер                                                               |
| 2006      | ф   | Червь                                                                       | Дон Мук                                                              |
| 2006      | с   | Студенты 2                                                                  | Шац                                                                  |
| 2008      | ф   | Четыре возраста любви                                                       | Владимир Сергеевич Толмачёв                                          |
| 2008      | с   | Две сестры 2                                                                | Клюквин                                                              |
| 2009      | док | По ту сторону жизни и смерти. Ад                                            | закадровый текст                                                     |
| 2009      | док | Тайны любви                                                                 | Святой Валентин                                                      |
| 2010—2016 | с   | Интерны                                                                     | врач-венеролог Иван Натанович Купитман                               |
| 2011      | с   | Величайшее шоу на Земле                                                     | мистер Никто                                                         |
| 2011      | с   | Загадка для Веры                                                            | учёный-уфолог                                                        |
| 2011      | ф   | Очень Новый Год                                                             | академик, изобретший машину времени                                  |
| 2012      | ф   | День учителя                                                                | мужчина на пляже                                                     |
| 2012      | с   | Детка                                                                       | Александр Феликсович, учитель литературы                             |
| 2012      | с   | Грач                                                                        | Виталий Николаевич Богачёв, кинорежиссёр и продюсер                  |
| 2012      | ф   | Соловей-Разбойник                                                           | директор стройхолдинга Паша                                          |
| 2013      | кор | Душа. Путешествие в посмертие                                               | закадровый текст                                                     |
| 2015      | ф   | Корсет                                                                      | Мастер Фердинанд                                                     |
| 2016      | ф   | Помню — не помню!                                                           | астролог                                                             |
| 2018      | ф   | Zомбоящик                                                                   | Папа Римский                                                         |
| 2018      | ф   | Шафрановое сердце                                                           | рассказчик                                                           |
| 2020      | с   | Иванько                                                                     | Юрий                                                                 |
| 2020      | ф   | Кольская сверхглубокая                                                      | Дмитрий Михайлович Григорьев, начальник исследовательской станции    |
| 2022      | ф   | Папы                                                                        | Василий Васин                                                        |
| 2022      | с   | Семейка                                                                     | Яков Семёнович Гомельский, семейный психолог                         |

### Музыкальное участие
- 2010 — 25/17 — «Зебра» — участие в интро «Зачем» и аутро «Главное» (на стихи А. С. Пушкина).
- 2012 — 25/17 — «Песни о Любви и Смерти» — участие в интро «Любовь» и аутро «Смерть».
- 2014 — 25/17 — «Русский подорожник» — участие в интро «Ключ».